# Јован Мићић Кикор
Јован Мићић Кикор (Бијељина, 5. фебруар 1955 — Бијељина, 13. мај 2018) био је потпуковник и ратни командант 1. семберске лаке пјешадијске бригаде у више наврата, пешадијске јединице Војске Републике Српске, у саставу Источнобосанског корпуса Војске Републике Српске.

## Биографија
Рођен је 5. фебруара 1955. године у Бијељини. Детињство је провео у Модрану крај Бијељине. Отац му је био Слободан Мићић родом из Модрана, а мајка Љубица Југовић из Ченгића. Основну школу похађао је у Модрану и Јањи, а средњу школу у Бијељини. Након тога уписује Војну академију у Београду и завршава је 1979. године.
 Док је био официр ЈНА, затекао га је рат у Хрватској, у Двору на Уни. Након почетка рата у Босни и Херцеговини прекомандован је у Сански мост и Приједор, а након тога у Источнобосански корпус Војске Републике Српске, где је постављен 1992. године као командант 1. семберске лаке пјешадијске бригаде.
За живота је више пута одликован због ратних подвига и одбране српског народа. Током рата у Босни и Херцеговини, Мићић је био командант 1. семберске лаке пјешадијске бригаде у којој је службовао песник и професор Родољуб Роки Вуловић, који је Јовану Мићићу Кикору посветио песме Хеј, хеј Кикоре и Јунаци из 1. семберске бригаде.
Након рата се повлачи из војске и почиње да ради као шеф матичне службе у Бијељини. Услед болести одлази на боловање 2013. године, а након тога у пензију.
Јован Мићић Кикор преминуо је после тешке болести 13. маја 2018. године у Бијељини. Сахрањен је 15. маја на гробљу у родном селу Модран у Бијељини уз војне почасти.